# Nora (ö)
Nora är en ö i Eritrea. Den ligger i den nordöstra delen av landet, 140 km nordost om huvudstaden Asmara. Arean är 106 kvadratkilometer.
Terrängen på Nora är mycket platt. Öns högsta punkt är 21 meter över havet. Den sträcker sig 16,0 kilometer i nord-sydlig riktning, och 14,6 kilometer i öst-västlig riktning.